# Hürup
Hürup település Németországban, Schleswig-Holstein tartományban. Lakosainak száma 2394 fő (2023. december 31.). Hürup Maasbüll, Husby, Ausacker, Freienwill és Tastrup községekkel határos.
Fleisburgtól délkeletre fekvő település.

## Leírása
Régészeti leletek bizonyítják, hogy a település már az újkőkorszak idején és a bronzkorban is lakott volt. Nevét 1352-ben Hudderup néven említették először.
A Schleswig-Holsteinés Németország keleti tengeri partvidékének legészakibb, dimbes-dombos részén fekvő település falusias szerény kis templom műemlékekben gazdag. Többek között megtekinthető itt egy a 13. századból való faragott kálvária (Passionsfolge) is.

## Nevezetességek
- Marionkirsche nevű templomának kálváriája.

## Galéria

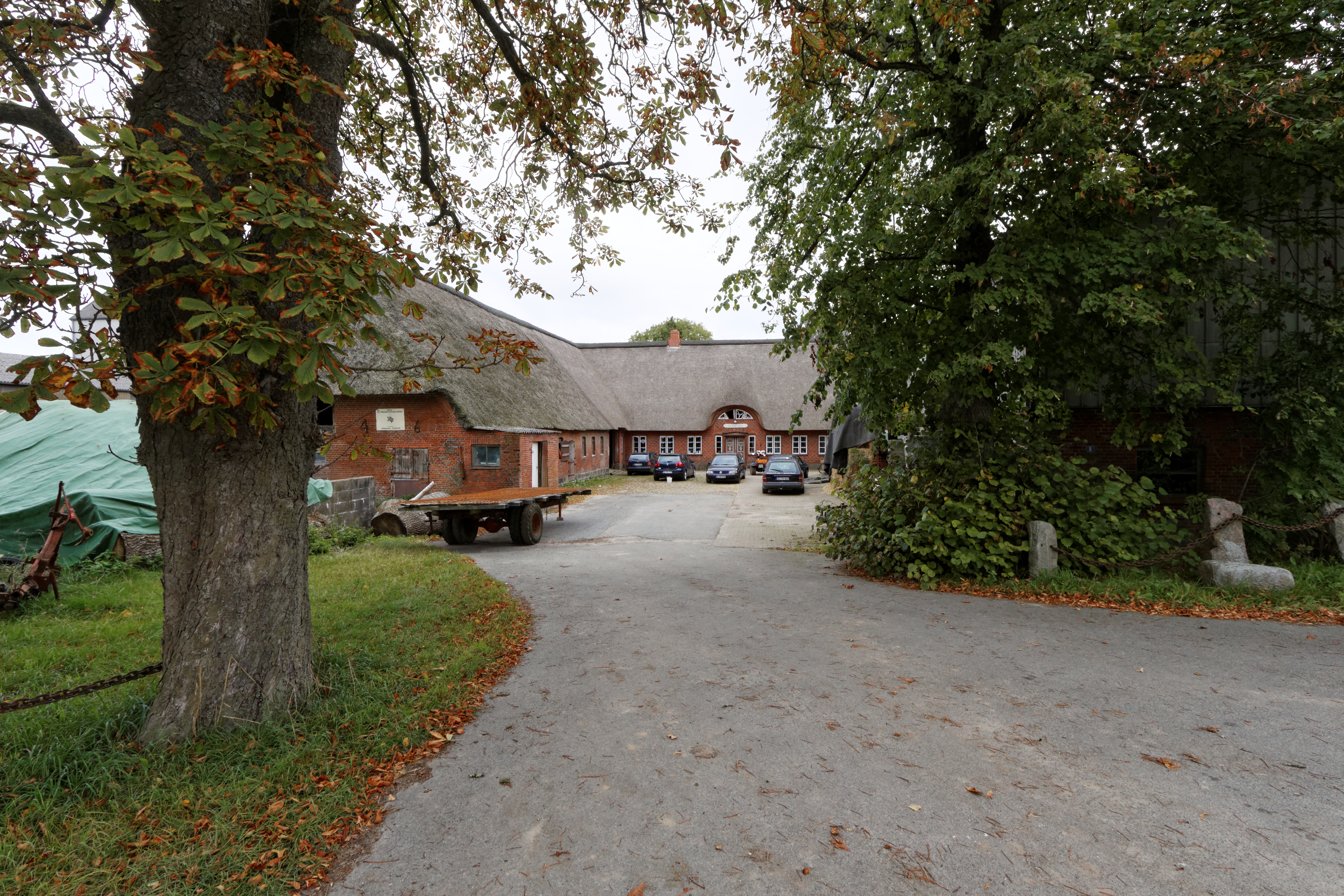
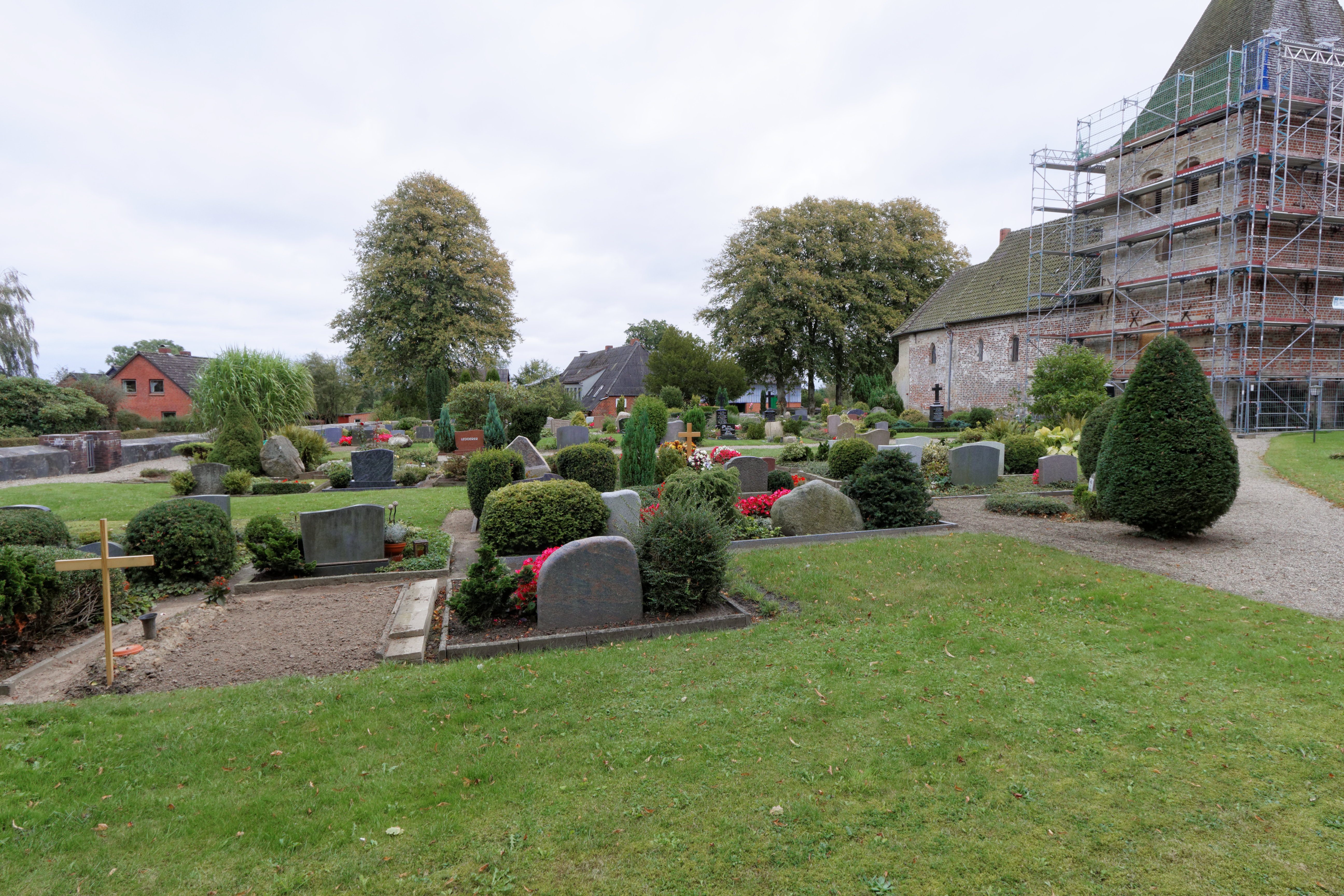
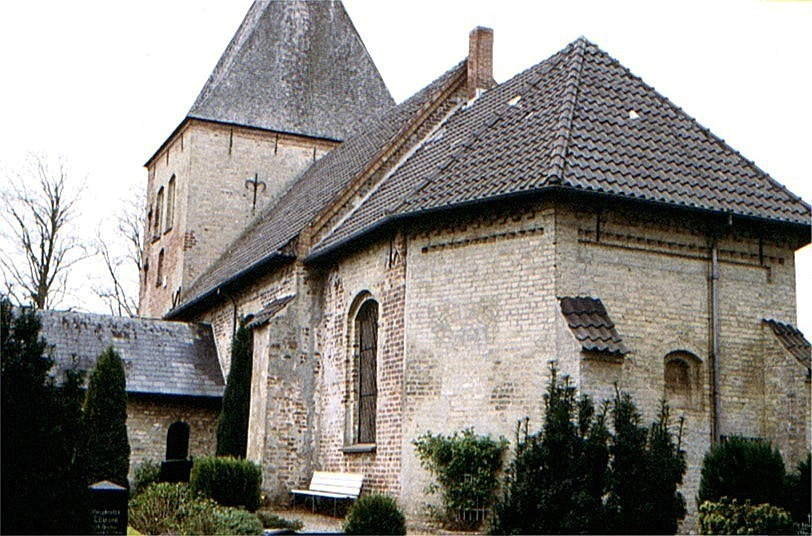
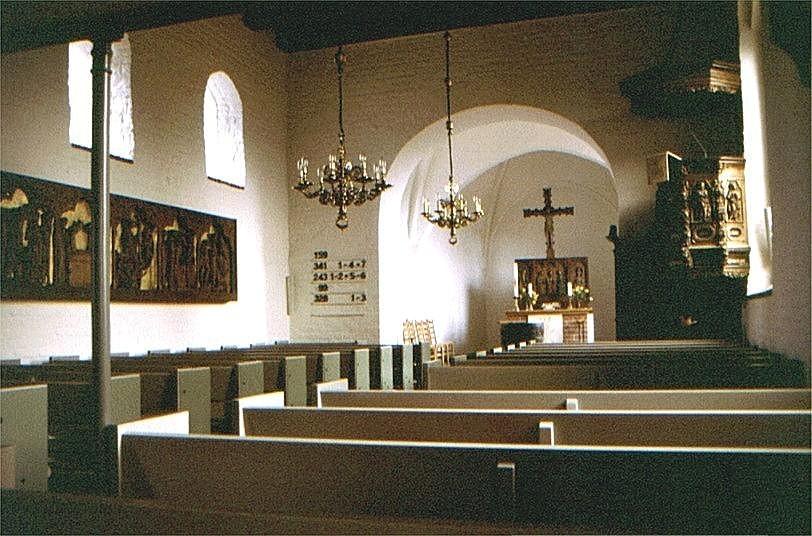
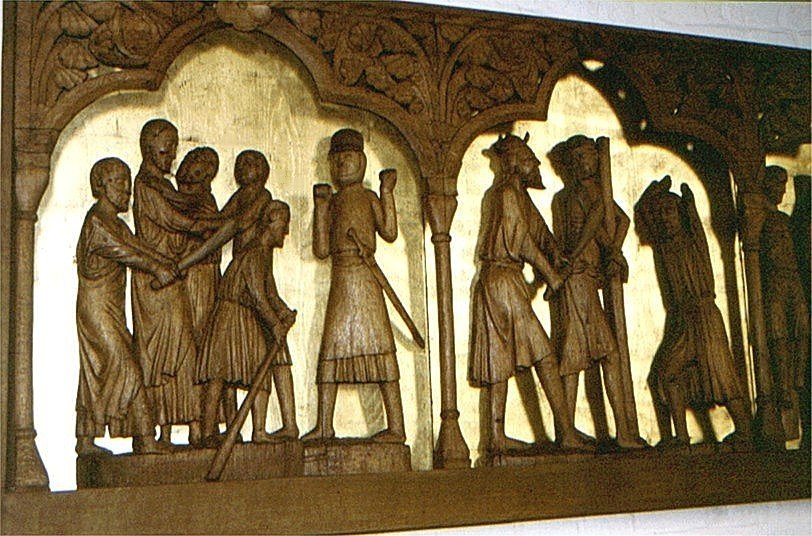
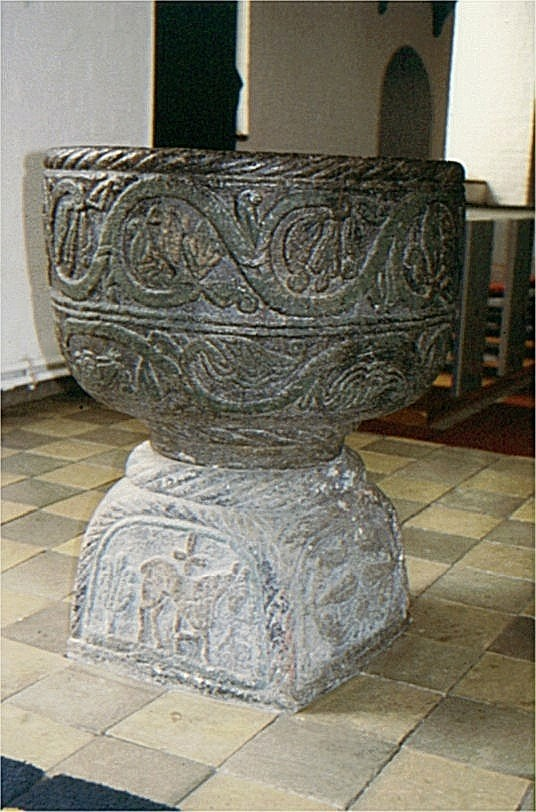

## Népesség
A település népességének változása:
| Lakosok száma | 1164 | 1239 | 1240 | 1255 | 1294 | 2394 |
|               | 1975 | 2017 | 2019 | 2021 | 2022 | 2023 |